# شهر بایما، گانسو
شهر بایما، گانسو (به لاتین: Baima Township) یک شهرک در جمهوری خلق چین است که در شهرستان هواچی واقع شده‌است. شهر بایما ۱٬۳۰۶ متر بالاتر از سطح دریا واقع شده‌است.